# Radioåret 1947

## Händelser

### Januari
- 27 januari - Sveriges Radio börjar sända Fyra kring en flygel [1]

### December
- 31 december - Vid nyårsfirandet på Skansen läses Nyårsklockan av skådespelaren Olof Widgren, medan en bandad upptagning av Anders de Wahl sänds i Sveriges Radio. Detta arrangemang kommer att fortgå till 1955 (året före de Wahls död).

### Okänt datum
- Serien The Guiding Light upptas av CBSradio. Serien hade pågått sedan 1937 i NBCradio.
- Provsändningar på FM genomförs över Stockholm, Sverige [2].
- Philco Radio Time introducerar inspelad radiosändningar på bästa sändningstid.[3]

## Födda
- 3 mars - Tommy Blom, svensk programledare.
- 9 mars - Christina Mattsson, svensk programledare.
- 12 september - Åke Pettersson, svensk programledare.

### Fotnoter
1. ↑  ”78:or & film”. Arkiverad från originalet den 5 mars 2021. https://web.archive.org/web/20210305042652/http://musiknostalgi.atspace.cc/ra_lic.htm. Läst 26 mars 2011.
2. ↑  ”Radio- och ljudhistoria”. Sveriges Radio. Arkiverad från originalet den 4 februari 2011. https://web.archive.org/web/20110204095442/http://sverigesradio.se/sida/artikel.aspx?programid=2365&artikel=698051. Läst 4 mars 2011.
3. ↑  "Network Radio Days" (events with Bing Crosby),
   2006, webpage:
   MCCKC-Crosby Arkiverad 21 augusti 2006 hämtat från the Wayback Machine..